# Přestavlky u Chrudimi

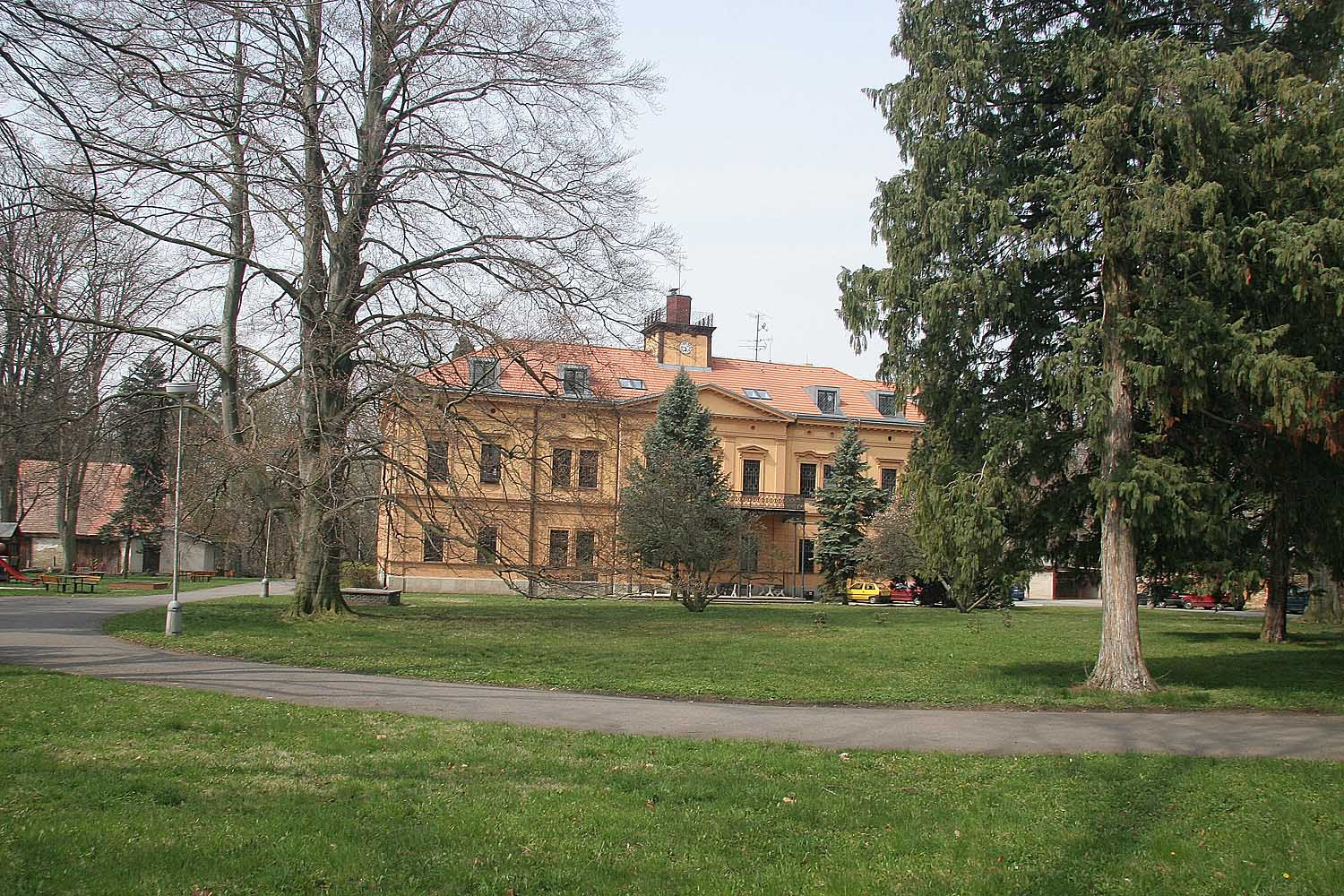
Schloss Přestavlky

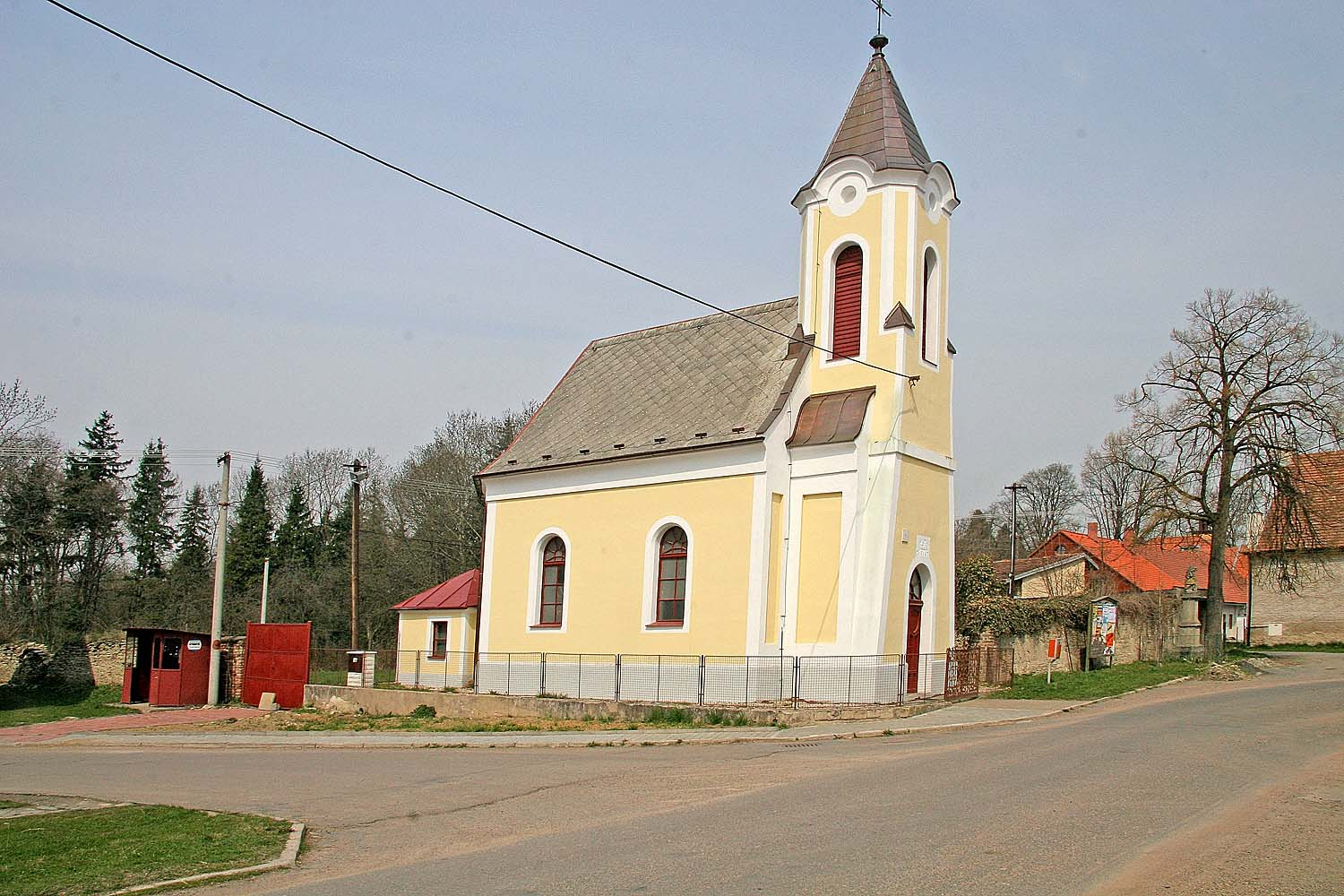
Kapelle der hl. Anna

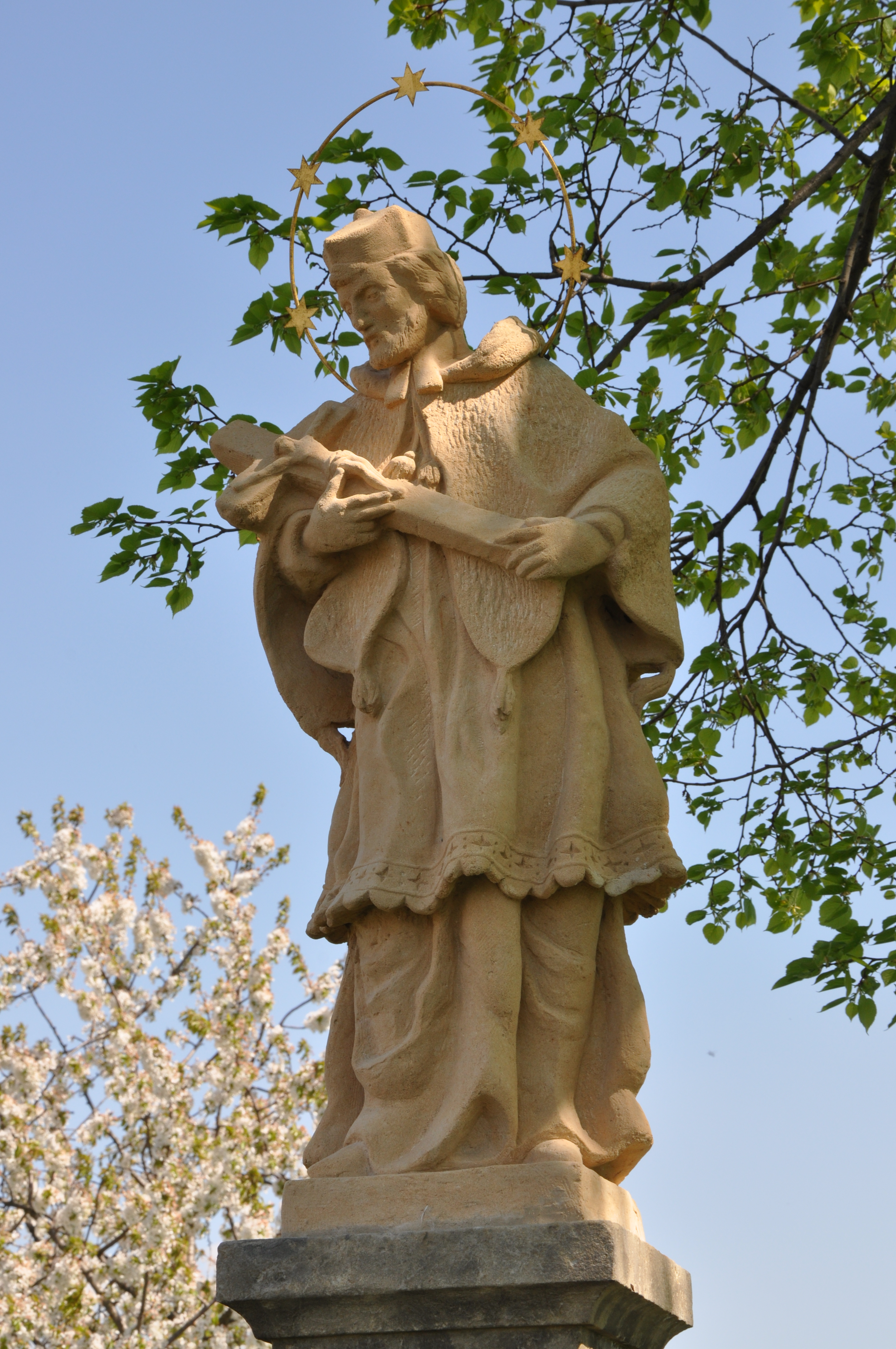
Statue des hl. Johannes von Nepomuk

Přestavlky (deutsch Prestawilk) ist eine Gemeinde in Tschechien. Sie liegt zehn Kilometer östlich von Chrudim und gehört zum Okres Chrudim.

## Geographie
Přestavlky befindet sich rechtsseitig über dem Tal des Baches Ležák auf der Hrochotýnecká tabule (Hrochow-Teinitzer Tafel). Durch das Dorf führt die Staatsstraße II/355 zwischen Hrochův Týnec und Chrast.
Nachbarorte sind Hrochův Týnec und Skalice im Norden, Blansko, Holešovice und Chroustovice im Nordosten, Žilovice und Brčekoly im Osten, Synčany, Horní Seslávky, Na Beránku und Rosice im Südosten, Zájezdec und Řestoky im Süden, Trojovice im Südwesten, Nabočany im Westen sowie Turyň und Dolní Bezděkov im Nordwesten.

## Geschichte
Die erste urkundliche Erwähnung von Přestavlky erfolgte 1318 als Sitz des Ctibor von Přestavlk. In der Folgezeit wechselten sich als Besitzer verschiedene Vladikegeschlechter ab. Ab 1464 gehörte das Gut dem Jindřich von Bošín und Přestavlk, dabei wurde auch erstmals das Schloss erwähnt. In der Mitte des 16. Jahrhunderts erwarben die Talatzko von Gestetitz (Talacko z Ještětic) das Gut von Peter Puchart von Voděrady und ließen ein neues hölzernes Schloss errichten. Der Hauptmann des Chrudimer Kreises Hynek Talatzko († 1657) kaufte 1644 den Hof Stíčany sowie einen Hof und ein Haus in Chrudim hinzu. 1658 erbte sein Vetter Adam Heinrich Talatzko von Gestetitz auf Libanice das Gut und Dorf Přestavlky, den Hof Mířetice mit Brauerei, zwei Mühlen sowie den Dörfern Dachov, Cekov, Srny und einen Teil von Bošov, den Hof Stan mit einer Mühle, den Hof Stíčany, den Hof Bítovany sowie das Haus und den Hof in Chrudim. Adam Heinrich Talatzko († 1668), der ebenfalls Kreishauptmann wurde, kaufte das Dorf Úhřetice hinzu und veräußerte den Hof in Chrudim an das dortige Dekanat. Seine Witwe Emilie Katharina von Lisov schloss das ererbte Gut Vejvanovice an Přestavlky an. 1669 erbte ihr Sohn Maximilian Ferdinand Talatzko († 1692) den Besitz, er verkaufte Vejvanovice. Danach fiel das Gut seinem Bruder Leopold Graf Talatzko († 1703) zu, auch er war Hauptmann des Chrudimer Kreises. Er verkaufte das Gut Přestavlky 1699 mit allem Zubehör für 63.500 Gulden an Barbara Ludmila Záruba von Hustiřan, die es 1703 für 58.000 Gulden und 100 Dukaten Schlüsselgeld an Norbert Leopold von Kolowrat-Liebsteinsky veräußerte. Dessen Sohn und Erbe Franz Karl Kolowrat-Liebsteinsky auf Chroustovice teilte dem Gut Přestavlky noch fünf Bauerngüter in Honbice zu und verkaufte es 1717 an Josef Bartholotti von Partenfeld. Von diesem erwarb 1747 Katharina von Auersperg, geborene von Schönfeld das Gut für 80.500 Gulden und verband es mit der ihrem Mann Johann Adam von Auersperg gehörigen Herrschaft Nassaberg. 1796 gestattete der Fürst von Auersperg die Ansiedlung von Juden in Přestavlky, Zájezdec und Hroubovice. In den Folgejahren entstanden auf dem Dorfanger von Přestavlky in engster Bebauung ca. 19 landlose Judenhäuser (Nr. 43, 44, 45a, 45, 56, 57, 58, 59, 60, 62, 64, 65, 66, 67, 68, 69, 70, 71, 73) sowie eine Synagoge. Das Haus Nr. 65 diente zugleich als jüdische Schule. Durch die Anlegung des Ghettos verlor die Gemeinde Přestavlky ihren bis dahin für die persönlichen Bedürfnisse ihrer Bewohner genutzten Dorfanger. Die Begräbnisse der Juden erfolgten auf dem gleich hinter dem Dorf gelegenen jüdischen Friedhof Zájezdec. Durch den Zuzug der Juden, die vom Kleinhandel lebten, wuchs die Einwohnerzahl stark an; im Gegensatz zur altansässigen tschechischsprachigen Bevölkerung pflegten die neuen Bewohner Jüdisch-Deutsch als Muttersprache. 1829 erbte Johann Adams Sohn Franz von Auersperg die Herrschaft Nassaberg und das Gut Přestawlk.
Im Jahre 1835 umfasste das im Chrudimer Kreis gelegene Allodialgut Přestawlk eine zerstreut liegende Gesamtfläche von 3260 Joch 916 Quadratklafter auf der 2045 tschechischsprachige Personen, darunter sechs protestantische (A.B.) und 21 israelitische Familien lebten. Haupterwerbsquelle bildete die Landwirtschaft. Zur Bewirtschaftung der obrigkeitlichen Gründe bestanden vier Meierhöfe; die Höfe in Přestawlk und Stitschan (Stíčany) wurden in Eigenregie betrieben, die in Miřetitz und Srny (Srní) waren verpachtet. Die Wälder umfassten 847 Joch 1301 Quadratklafter und wurden durch das Forstrevier Miřetitz bewirtschaftet. Zum Gut gehörten die Dörfer Čekow (Čekov), Dachow (Dachov), Miřetitz, Přestawlk, Srny und Stann (Stan) sowie Anteile von Boschow (Bošov), Bystřitz (Bystřice), Hombitz und Stitschan. Das Dorf Přestawlk bestand aus 73 Häusern, in denen 522 Personen, darunter vier protestantische und 19 israelitische Familien lebten. Im Ort gab es ein obrigkeitliches Schloss, ein dominikales Amtshaus, ein dominikales Branntweinhaus, einen Meierhof, eine Synagoge, eine Mühle und ein Wirtshaus. Katholischer Pfarrort war Hrochow-Teinitz. 1844 stellte der Fürst von Auersperg der jüdischen Gemeinde ein Wiesenstück über dem Ležák zur Anlegung eines eigenen Friedhofes zur Verfügung. Zu dieser Zeit stellten die Juden etwa ein Drittel der Einwohner. Bis zur Mitte des 19. Jahrhunderts war Přestawlk Amtsort des gleichnamigen Allodialgutes.
Nach der Aufhebung der Patrimonialherrschaften bildete Přestavlky ab 1849 eine Gemeinde im Gerichtsbezirk Chrudim. Zugleich begann auch die verstärkte Abwanderung der jüngeren Generation der Juden. Die Söhne, die zumeist an Handelsschulen oder Universitäten eine gute Ausbildung genossen hatten, wanderten in die größeren Städte ab, einige waren als Ärzte oder Anwälte tätig. Ein handwerkliche Lehre begann keiner der jüdischen Söhne. 1860 verkaufte Vincenz von Auersperg das Gut Přestavlky für 300.000 Gulden und 300 Dukaten Schlüsselgeld an Josef Keller. Keller und sein gleichnamiger Sohn ließen 1860 einen Speicher und weitere Wirtschaftsgebäude sowie zwischen 1864 und 1870 das von einem Park umgebene Neue Schloss anlegen. Ab 1868 gehörte die Gemeinde zum politischen Bezirk Chrudim. Das alte Schloss brannte 1888 nieder. Zunehmend verkauften die jüdischen Bewohner ihre Häuser an christliche Handwerker und Händler, so dass nur noch drei jüdische Familien in Přestavlky lebten. Die Jüdische Gemeinde war zwischen 1890 und 1910 nicht mehr handlungsfähig, ihre Aufgaben nahm die Jüdische Gemeinde in Heřmanův Městec wahr. Da die Gemeinde nicht mehr in der Lage war, eigene Gottesdienste abzuhalten, verkaufte sie die Synagoge 1892 an den Juden Karl Willig aus Zájezdec. Auch die Schule wurde geschlossen. Später wurde die ehemalige Synagoge teilweise abgebrochen, der westliche Teil des Gebäudes wurde zu einem Wohnhaus (Nr. 91) umgebaut. An dem Platz, wo einst der jüdische Gebetsraum war, steht heute ein Kuhstall. Der jüdische Friedhof wurde auch weiterhin aus Begräbnisort genutzt, zumeist wurden seit dieser Zeit in Přestavlky geborene Personen beigesetzt, die an ihrem Geburtsort bestattet werden wollten.
Nach dem Tode von Josef Keller jun. († 1898) erbten dessen Töchter Anna von Wessely und Karolina Regensdorfer den Großgrundbesitz. Carl Regensdorfer zog mit seiner Familie von Wien in das Schloss Přestavlky; hälftiger Miteigentümer war die Familie des Marschalleutnants Karl von Wessely. Zwischen 1897 und 1899 wurde östlich des Dorfes die Zweigbahn Hrochow-Teinitz – Chrast angelegt. Im Jahre 1909 lebten in den 90 Häusern der Gemeinde 512 Personen. 1915 kaufte Regensdorfer den Anteil seiner Schwägerin Anna von Wessely auf, den Hof Srní veräußerte er. Nach der Gründung der Tschechoslowakei wurde der Großgrundbesitz 1925 im Zuge der Bodenreform deutlich verkleinert; der Hof Mířetice wurde gänzlich parzelliert, die Höfe Přestavlky und Stíčany teilweise. Die Mířeticer Wälder kaufte der Bezirksausschuss Chrudim. Östlich des Dorfes wurde 1931 der Gemeindefriedhof angelegt. 1938 verkaufte Regensdorfer auch den Hof Stíčany an den Ziegeleibesitzer František Slavík. Damit gehörten zum Schloss Přestavlky außer dem Schlosspark und Gärten nur noch 128 ha Ackerland. Nach der deutschen Besetzung wurden die letzten drei jüdischen Familien aus Prestawilk – Wilhelm und Hermine Silberstern (Nr. 65, ehemalige Schule), Familie Agular Adolf (Nr. 56) und die Witwe Božena Seinerová (Nr. 58) – verhaftet und wahrscheinlich ermordet. Am 24. April 1945 floh Carl Regensdorfer mit seiner Familie vor der absehbaren Besetzung durch die Rote Armee aus Přestavlky. Sein Besitz wurde nach dem Ende des Zweiten Weltkrieges verstaatlicht und aufgeteilt. Von den jüdischen Bewohnern kehrte nach Kriegsende niemand nach Přestavlky zurück. Das Schloss wurde zunächst als Kaserne genutzt und später vom Städtischen Nationalausschuss Chrudim zur Nutzung als Altersheim aufgekauft. Die Bahnstrecke Hrochův Týnec–Chrast u Chrudimi wurde 1980 endgültig stillgelegt und ab 1982 demontiert. Zájezdec wurde am 26. November 1971 eingemeindet. Am 1. Januar 1989 wurde Přestavlky (mit Zájezdec) nach Hrochův Týnec eingemeindet. Přestavlky und Zájezdec lösten sich am 1. März 1990 wieder von Hrochův Týnec los und bildeten die Gemeinde Přestavlky-Zájezdec, die am 1. September 1990 in die Gemeinden Přestavlky und Zájezdec zerfiel.

## Gemeindegliederung
Für die Gemeinde Přestavlky sind keine Ortsteile ausgewiesen.

## Sehenswürdigkeiten
- Schloss Přestavlky, erbaut 1864–1870 für Josef Keller. Der Schlosspark entstand 1870. Nachfolgender Besitzer war bis 1945 dessen Schwiegersohn Carl Regensdorfer. Danach diente es als Kaserne und Altersheim, heute ist darin die pädagogische Kinderabteilung des Krankenhauses Chrudim untergebracht.
- Kapelle der hl. Anna, errichtet 1909–1910 nach Plänen des Baumeisters František Fiala aus Hlinsko. Den Bauplatz und das Baumaterial spendeten die Geschwister Anna von Wessely und Karolina Regensdorfer. Erstere stiftete zudem noch den Altar aus Horschitzer Sandstein, das vom Glasmaler J. Christoph aus Prag gefertigte Bildfenster der hl. Anna sowie das liturgische Gerät. Die Weihe erfolgte am 5. Juli 1910 durch den Königgrätzer Bischof Josef Doubrava. Die Kapelle wurde 2004 saniert.
- Statue des hl. Liborius, die zwischen 1700 und 1731 geschaffene Sandsteinfigur besitzt starke Ähnlichkeit mit der St. Johannes Nepomuk-Statue in Zájezdec und stammt vermutlich aus der Werkstatt von Matthias Bernhard Braun. Sie ist nur noch als stark beschädigter Torso erhalten. 2016 wurde sie durch eine dem Originalzustand nachgestaltete Kopie ersetzt.
- Statue des hl. Johannes von Nepomuk an der Straße nach Rosice, sie wurde 2010 restauriert
- Statue des hl. Florian im Ortszentrum, geschaffen 1701, restauriert 1904 und 2009
- Gedenkstein für die Gefallenen des Ersten Weltkrieges, enthüllt 1926. Zu beiden Seiten befinden sich die Gedenksteine für Brigadegeneral Vladimír Štěrba († 1940 im Gefängnis Spielberg) und Pepa Pytlík († 1945 im KZ Stutthof)
- Gedenkstätte für Carl Regensdorfer jun. (1897–1916) im Schlosspark. Der Sohn des Schlossherrn Carl Regensdorfer sen. fiel im Sommer 1916 an der Ostfront bei Żabie und wurde im Schlosspark beigesetzt. 1917 entstand die Gedenkstätte mit Gruft, Gedenkstein und einem Katafalk mit überlebensgroßer Skulptur des Gefallenen. Nach dem Zweiten Weltkrieg wurden der Figur der Kopf und die Hand abgeschlagen. 2011 wurde sie wiederhergestellt und die Deckplatte der Gruft erneuert.
- Jüdischer Friedhof Přestavlky, nördlich des Dorfes am Ležák, er wurde 1844 angelegt und besteht aus ca. 70 Grabsteinen.
- Jüdischer Friedhof Zájezdec, am Hang südlich des Dorfes, er entstand zum Ende des 18. Jahrhunderts. Die erhaltenen Grabsteine stammen aus der Zeit zwischen 1798 und 1919. Die ehemalige Leichenhalle dient heute als Scheune.

## Söhne und Töchter der Gemeinde
- Vladimír Štěrba (1897–1940), Brigadegeneral und Widerstandskämpfer